# 馬希範
楚文昭王馬希範（899年—947年5月30日），字寶規，五代十國時期南楚國君主，是楚王馬殷的四子、馬希聲的同父異母弟，與馬希聲同年同月同日生。

## 生平
後唐明宗長興三年（932年）馬希聲去世，因之前馬殷去世時遺命兄終弟及，因此群臣迎接時任鎮南節度使的馬希範繼位。後唐則任命馬希範為武安、武平節度使，兼中書令。後唐末帝清泰元年（934年），馬希範被封為楚王，之後又被封為天策上將軍。
馬希範好學，很會做詩，然而非常奢侈，其妻彭夫人“貌陋而治家有法”，馬希範“憚之”。彭夫人死后，马希範“始纵声色，为长夜之饮”。門戶檻杆都用金玉裝飾，塗抹牆壁的丹砂用量數十萬斤，常與子弟及部屬在內遊玩宴會。原本楚地多產金銀，而販賣茶葉的利潤更多，因此十分富庶，但是在無節制的揮霍下，只好向人民加稅，又賣官鬻爵，規定捐錢可贖罪刑，人民困苦不堪。
契丹消灭后晋入主中原后，尊马希范为尚父。
後漢高祖天福十二年（947年），馬希範去世，諡文昭王，弟馬希廣繼立。

## 家庭
- 母：陳夫人
- 妻：順賢夫人彭氏

马希範之子数目不详，名字亦不详。其弟马希萼夺位时，马军指挥使李彦温与战棹指挥使刘彦瑫同奉马希範诸子去袁州投靠南唐，马希範诸子死于南唐的都城金陵。

## 十八學士
馬希範興建天策府，置十八學士：
1. 李铎，都统判官
2. 潘玘，静江府节度判官
3. 拓跋恒，武安军节度判官
4. 李宏皋，都统掌书记
5. 李庄，镇南节度判官
6. 徐收，昭顺军节度判官
7. 彭继英，澧州观察判官
8. 廖匡圖，江南观察判官
9. 徐仲雅，昭顺军观察判官
10. 邓懿文，静江府掌书记
11. 李松年，武平军节度掌书记
12. 卫曮（曹梲），镇南军节度掌书记
13. 彭继勋，昭顺军观察支使
14. 萧铢，武平军节度推官
15. 何仲举，桂管观察推官
16. 孟玄晖，武安军节度巡官
17. 刘昭禹，容管节度推官
18. 裴颃